# Красная Падь
Кра́сная Падь — железнодорожный блокпост (населённый пункт) в Магдагачинском районе Амурской области России. Входит в городское поселение «Рабочий посёлок (пгт) Магдагачи».
Железнодорожная станция Красная Падь Забайкальской железной дороги на Транссибирской магистрали.

## География
Расположено в 15 км от райцентра и центра городского поселения, пгт Магдагачи. Вблизи находится широкая падь, по которой протекают ключи с красноватой, окрашенной солями железа водой, откуда происходит название населённого пункта.

## История
Основано в 1912 году при строительстве Транссибирской магистрали.

## Население
| 2002 | 2010 | 2012 | 2013 | 2014 | 2015 | 2016 |
| ---- | ---- | ---- | ---- | ---- | ---- | ---- |
| 9    | ↗17  | ↘13  | →13  | ↘9   | ↘2   | ↗7   |
| 2017 | 2018 | 2021 | 2023 |      |      |      |
| ↗12  | ↗15  | ↘8   | ↘5   |      |      |      |

## Транспорт
В Красной Пади расположены железнодорожная станция 5 класса Красная Падь, 8-й околоток Магдагачинской дистанции пути ПЧ-14 и пост секционирования.